# Aegosoma annamensis
Aegosoma annamensis är en skalbaggsart som först beskrevs av Maurice Pic 1930.  Aegosoma annamensis ingår i släktet Aegosoma och familjen långhorningar. Inga underarter finns listade i Catalogue of Life.